# Língua récia
O Récio /ˈriːʃən/ ou Rhaetic (Raetic) /ˈriːtᵻk/ foi uma língua falada na antiga região de Récia, nos Alpes orientais, nos tempos pré-romano e romano. Está documentado por trezentas inscrições, encontradas em no norte da Itália, sul da Alemanha, leste da Suíça, Eslovênia e oeste da Áustria, em duas variantes do alfabeto etrusco.
A antiga língua Rética não é a mesma que uma das modernas línguas românicas da mesma região alpina, conhecida como Rhaeto-Romance, mas ambas às vezes são chamadas de "Rhaetian".

Família das línguas Tyrrhenianas conforme Simone and Marchesini (2013)

## Classificação
O linguista alemão Helmut Rix propôs que o Récio, juntamente com a língua etrusca, fosse membro de uma família proposta das [[línguas tirrenaso)] possivelmente somente influenciada por línguas indo-européias vizinhas. { {Sfn | Rix 1998}}  Robert Beekes também não o considera indo-europeu. pelo contrário, sugere que seja mesmo uma língua indo-européia, com links para línguas ilírias e línguas celtas.  No entanto, a maioria dos estudiosos hoje acredita que é provavelmente uma língua tirrena e, portanto, mais intimamente relacionada a línguas etruscas.
A família Tyrsenian (Tirrena) de Rix foi confirmada por Stefan Schumacher, Carlo De Simone e Simona Marchesini. Características comuns entre etrusco, récio e língua lemniana foram encontrados na morfologias, fonologia e sintaxe. Por outro lado, poucas correspondências lexicais são documentadas, pelo menos em parte devido ao número escasso de textos Récios e Lemnianos. A família Tyrsenian, ou Tyrrhenic comum, neste caso é frequentemente considerada como uma língua paleo-europeia e anterior à chegada das Indo-Europeias no sul da Europa.

## História

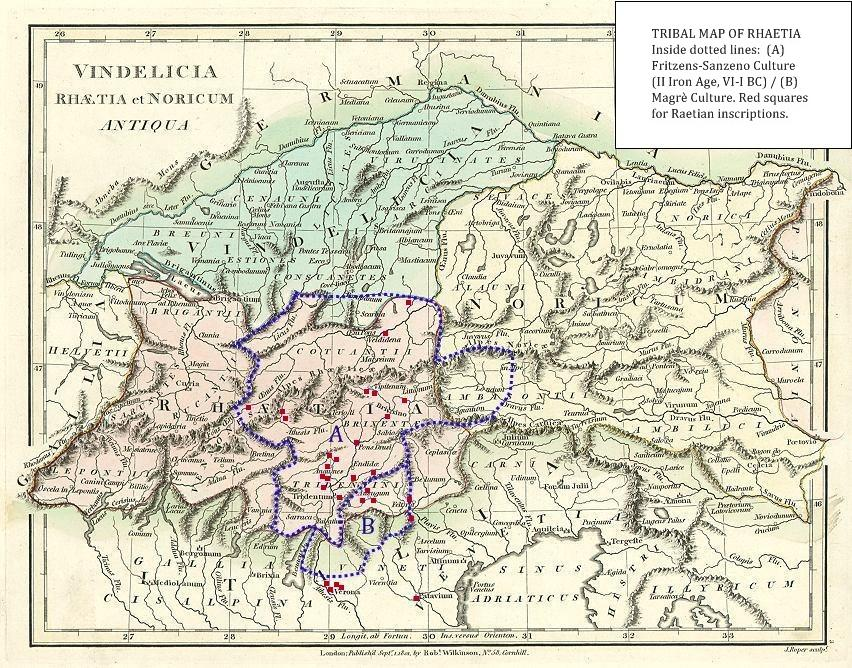
Inscrições a cultura Récia

É claro que, nos séculos que antecederam a época do império romano, os récios sofreram pelo menos influência etrusca, pois as inscrições réticas são escritas no que parece ser uma variante setentrional do alfabeto etrusco. As fontes romanas antigas mencionam o povo rético como sendo de origem etrusca; portanto, pode haver pelo menos alguns etruscos étnicos que se estabeleceram na região naquela época.
Em sua  História Natural  (século I), Plínio, o Velho escreveu sobre os povos alpinos contíguos a esses Noricano são os Récios e Vindelici Todos estão divididos em vários estados. Acredita-se que os Récios fossemm pessoas da raça toscana 

O comentário de Plínio sobre um líder chamado Rhaetus é típico das origens mitologizadas dos povos antigos e não necessariamente confiável. O nome da deusa venética Reitia tem sido comumente discernido nos achados Rhaetic, mas os dois nomes não parecem estar ligados. A grafia como Raet- é encontrada nas inscrições, enquanto Rhaet- foi usada nos manuscritos romanos; se este  Rh  representa uma transcrição precisa de um R aspirado R em Récio (Rhaetic) ou se é um erro.
Muitas inscrições são conhecidas, mas a maioria delas é curta e bastante repetitiva, provavelmente principalmente textos votivos. O Rhaetic se tornou extinto no século III dC, com seus falantes adotando eventualmente o latim vulgar no sul e línguas germânicas no norte, e possivelmente o celta antes disso.
.
Uma variedade alterada do Récio é "falada" no filme de 2017  Iceman de Felix Randau.